# Krešimir Ćosić
Krešimir Ćosić (ur. 26 listopada 1948 w Zagrzebiu, zm. 25 maja 1995 w Baltimore) – jugosłowiański koszykarz, olimpijczyk, występował na pozycji środkowego, po zakończeniu kariery zawodniczej pracował jako trener koszykarski.
Ćosić występował w reprezentacji Jugosławii. W jej barwach zagrał 303 razy. Zagrał na czterech igrzyskach olimpijskich i tylko z jednych z nich wrócił bez medalu (Monachium 1972 – 5. miejsce). Oprócz występów na igrzyskach Ćosić reprezentował Jugosławię na mistrzostwach świata i Europy. Na tych imprezach Jugosławia także należała do najlepszych drużyn.
Od 1995 roku puchar Chorwacji nosi jego imię i nazwisko – Puchar Krešimira Ćosicia.
4 kwietnia 2002 w Zadarze odsłonięto pomnik przedstawiający Ćosicia.
4 marca 2006 Uniwersytet Brighama Younga wzniósł jego koszulkę z nazwiskiem pod kopułę hali, w której Ćosić grywał podczas studiów w Stanach Zjednoczonych. Jest drugim zawodnikiem, któremu przypadł ten honor (pierwszym został Danny Ainge).

## Osiągnięcia
Na podstawie, o ile nie zaznaczono inaczej.

### NCAA
- Uczestnik rozgrywek:
  - Sweet Sixteen turnieju NCAA (1971)
  - turnieju NCAA (1971, 1972)
- Mistrz sezonu regularnego konferencji Western Athletic (WAC – 1971, 1972)
- Zawodnik roku WAC (1973)
- Zaliczony do:
  - IV składu All-American (1972, 1973 przez NABC)
  - I składu WAC (1971–1973)
  - Galerii Sław:
    - Sportu uczelni Brigham Young (1983)
    - Koszykówki stanu Utah (2001)
- Drużyna Cougars zastrzegła należący do niego numer 11 (2006)

### Klubowe
- Zdobywca pucharu:
  - Europy Mistrzów Krajowych (1982)
  - Zdobywców Pucharów (1982)
  - Jugosławii (1981–1983)
- Mistrz:
  - Jugosławii (1965, 1967–1968, 1974–1975, 1982)
  - Włoch (1979, 1980)
- Wicemistrz Jugosławii (1981)
- 3. miejsce w Pucharze Europy Mistrzów Krajowych (1968, 1975)
- 4. miejsce w:
  - Pucharze Europy Mistrzów Krajowych (1980)
  - Europejskim Pucharze Zdobywców Pucharów (1979, 1981)

### Indywidualne
- Sportowiec roku Chorwacji (1980)
- 6-krotny uczestnik FIBA All-Star Games (1968, 1970–1974)
- Laureat:
  - Freedom Award (1993)
  - Franjo Bučar State Award for Sport (2002)
- Wybrany do:
  - Galerii Sław FIBA (2007)
  - grona:
    - 50. najwybitniejszych zawodników w historii rozgrywek FIBA (1991)
    - 50. największych osobowości Euroligi (2008)[7]

  - Koszykarskiej Galerii Sław im. Jamesa Naismitha (6.05.1996)
  - Akademickiej Galerii Sław Koszykówki (2006)[8]
- Lider ligi włoskiej w blokach (1979)
- Order zasłużonych FIBA (1994)

### Reprezentacja
Drużynowe
- Mistrz:
  - olimpijski (1980)
  - świata (1970, 1978)
  - Europy (1973, 1975, 1977)
  - igrzysk śródziemnomorskich (1967, 1971)
- Wicemistrz:
  - olimpijski (1968, 1976)
  - mistrzostw:
    - świata (1967, 1974)
    - Europy (1969, 1971, 1981)
    - Europy U-18 (1966)
- Brązowy medalista mistrzostw Europy (1979)
- Uczestnik mistrzostw Europy (1967 – 9. miejsce, 1971, 1973, 1975, 1977, 1979, 1981, 1983 – 7. miejsce)

Indywidualne
- MVP mistrzostw Europy (1971, 1975)
- Zaliczony do I składu mistrzostw świata (1970, 1978)

### Trenerskie
- Finalista pucharu Jugosławii (1985)
- Brązowy medalista:
  - mistrzostw:
    - świata (1986)
    - Europy (1987)

  - igrzysk olimpijskich (1988)